# Galápagos (Hiszpania)
Galápagos – gmina w Hiszpanii, w prowincji Guadalajara, w Kastylii-La Mancha, o powierzchni 33,99 km². W 2011 roku gmina liczyła 2246 mieszkańców.